# Pante Gaki Bale
Pante Gaki Bale is een bestuurslaag in het regentschap Aceh Utara van de provincie Atjeh, Indonesië. Pante Gaki Bale telt 762 inwoners (volkstelling 2010).